# Kościół w Hover
Kościół w Hover (duń. Hover kirke) znajduje się ok. 2 km na zachód od Ringkøbing-Skjern, w wiosce Hover w Danii. Został zbudowany w XII w. i jest jednym z najstarszych kamiennych kościołów w kraju. Przez ponad 800 lat nie zmienił się jego wygląd, co czyni go najlepszym przykładem starej, duńskiej architektury. Kościół w Hover został włączony do kanonu kultury duńskiej.

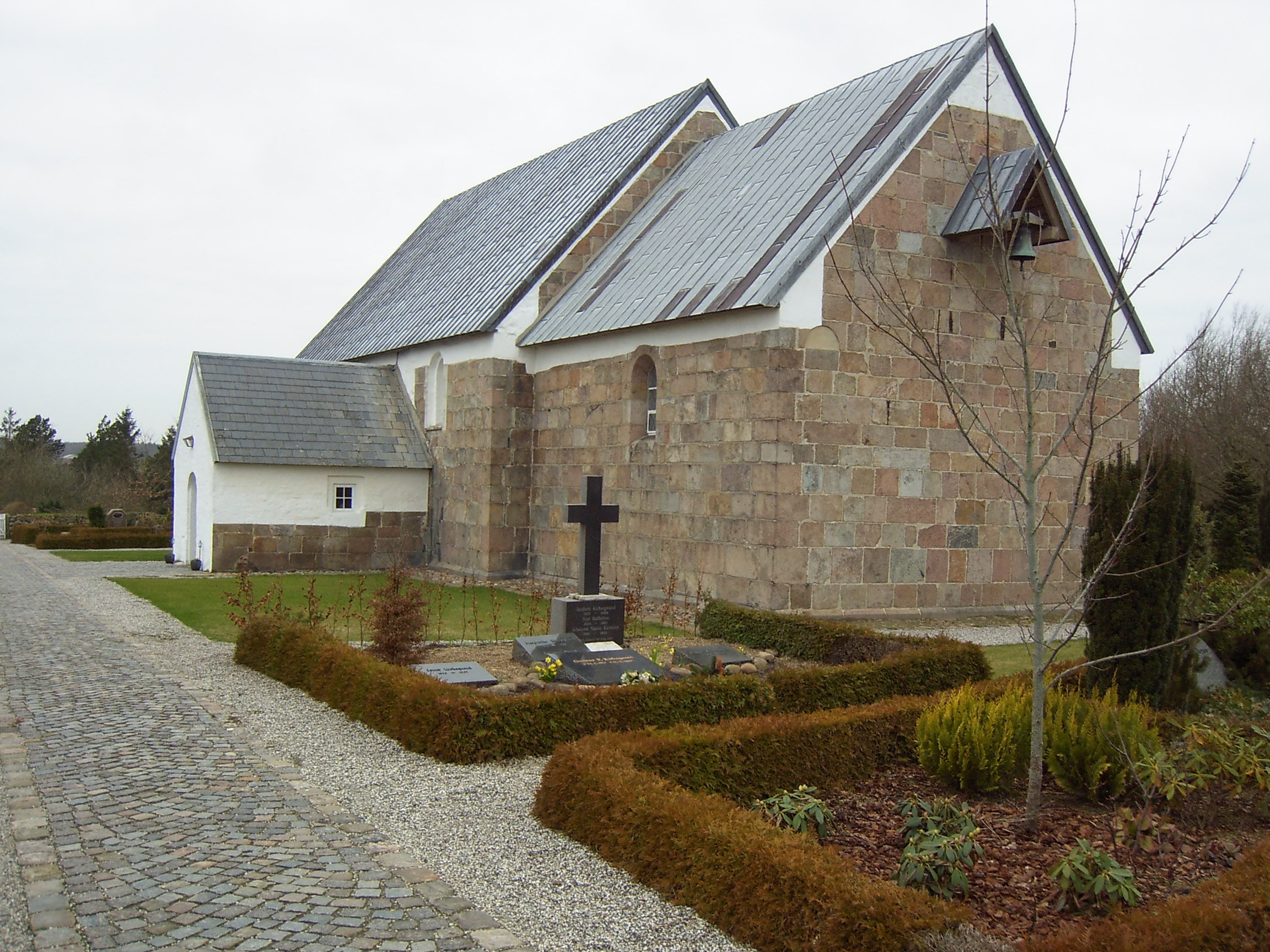
Kościół w Hover. Widok od strony południowo-wschodniej

## Położenie
Niedaleko Ringkøbing, na zachodnim wybrzeżu Jutlandii. Jest to jedyny kościół w wiosce Hover.

## Wygląd zewnętrzny
Kościół jest stosunkowo duży. Ma bardzo prosty plan. Jest zbudowany z centralnej osi, prostokątnej nawy i kwadratowego prezbiterium. W XVI w. dobudowano ganek i zmieniono dach. Nie posiada dzwonnicy, co jest odstępstwem od wielu innych duńskich kościołów. Na zewnątrz znajduje się mały dzwon, który trzeba obsługiwać ręcznie. Budowla bazuje na wcześniejszych, drewnianych kościołach. Stoi na pochyłym fundamencie. Zbudowany z granitu w stylu romańskim. Jest to budowla niska, z nielicznymi, wysokimi oknami. W 1771 r. zachodnia ściana została uszkodzona na skutek burzy. Wejście dla mężczyzn znajdowało się na południowej stronie kościoła, a dla kobiet na północnej.

## Wnętrze kościoła

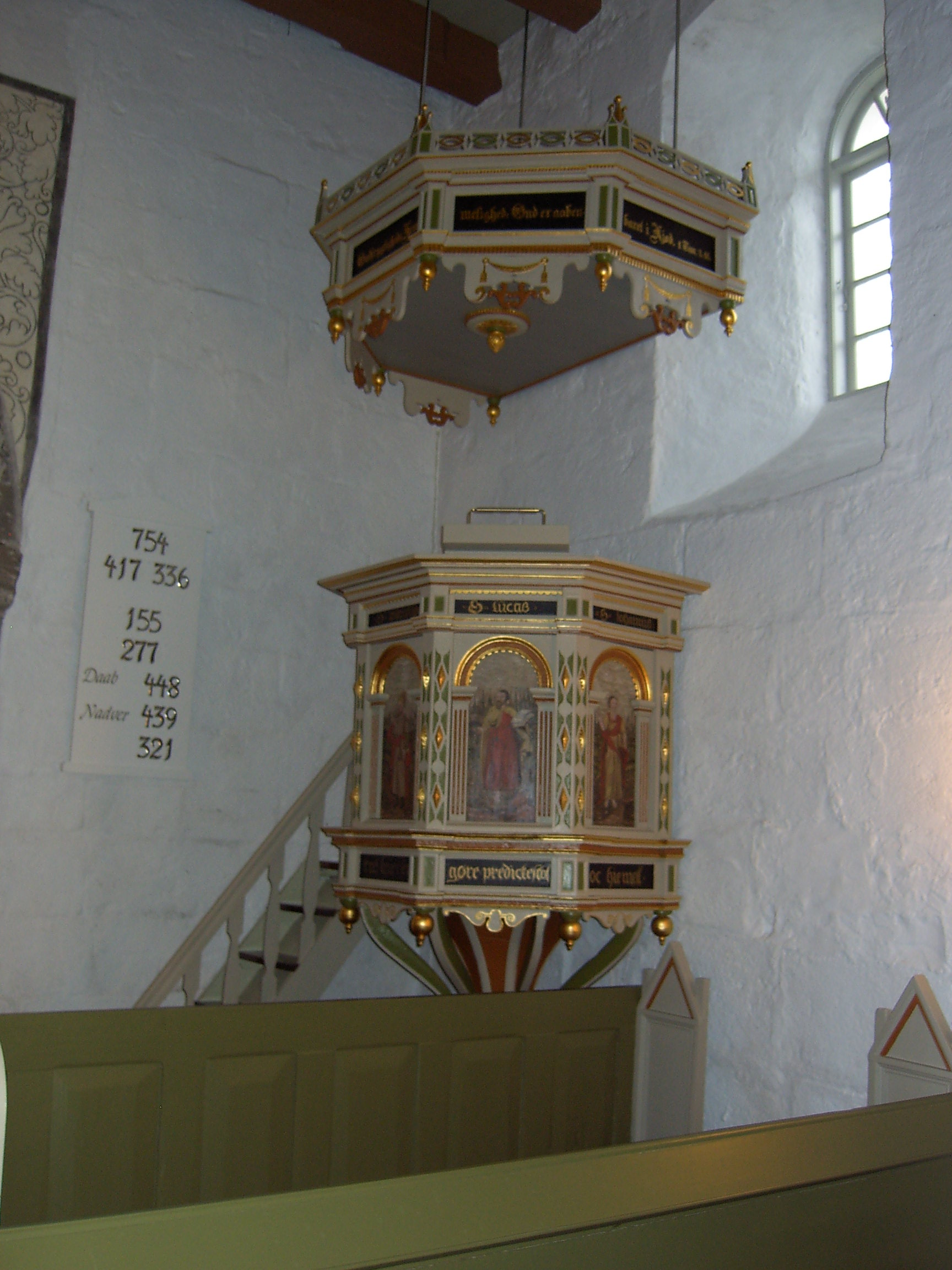
Ambona

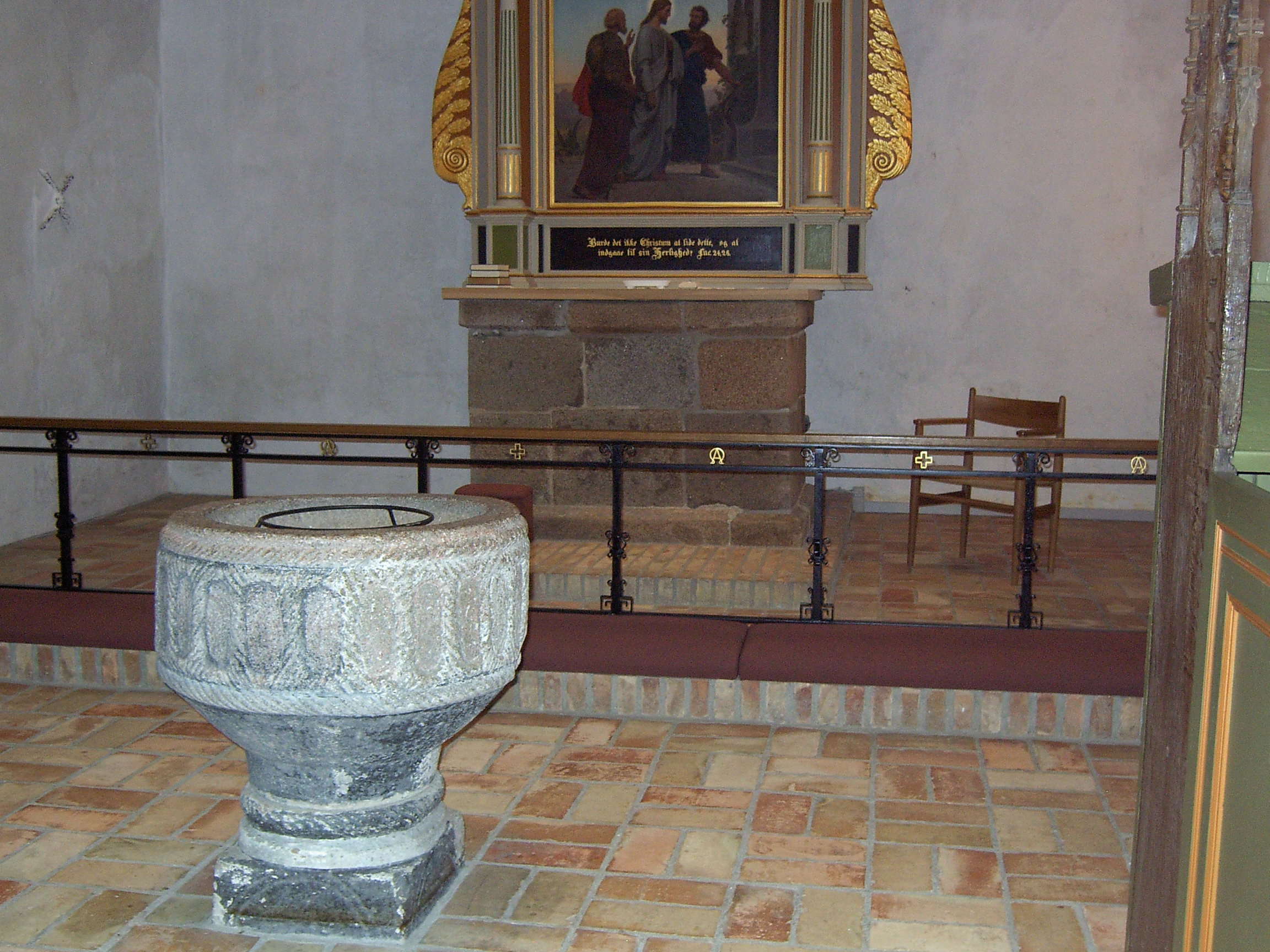
Chrzcielnica

Posiada ambonę, ołtarz, chrzcielnicę, organy oraz ławki. Ma płaski sufit i zaokrąglony łuk prezbiterium, na którym zachowały się pozostałości fresku Abrahama, składającego w ofierze Isaaca (zostały odkryte w 1907 r.). Ołtarz zbudowano z trwałych bloków granitowych, a jego nastawa przedstawia kopię obrazu Vandringen til Emmaus Antona Dorpha. Ambona (1596) ukazuje czterech Ewangelistów – Mateusza, Marka, Łukasza i Jana. Chrzcielnica ma tyle lat, co sam kościół. Została najpierw pomalowana, a później przeprowadzono jej konserwację z użyciem kwasu. Organy (1968) zostały zbudowane przez Frobeniusa Orgelbyggeriego. Na jednym z oparć krzeseł znajduje się motyw kuszy z datą 1575.

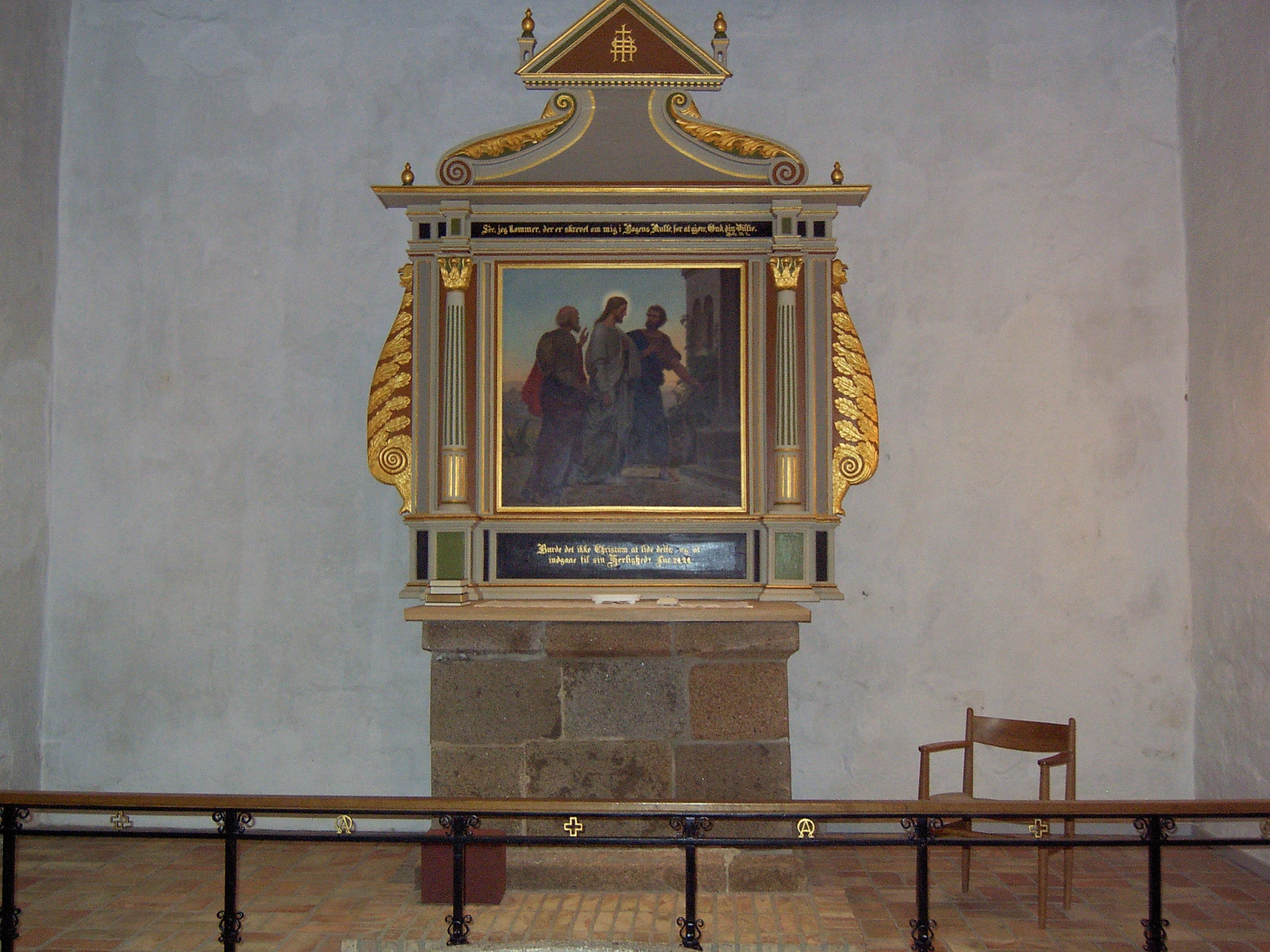
Nawa za ołtarzem

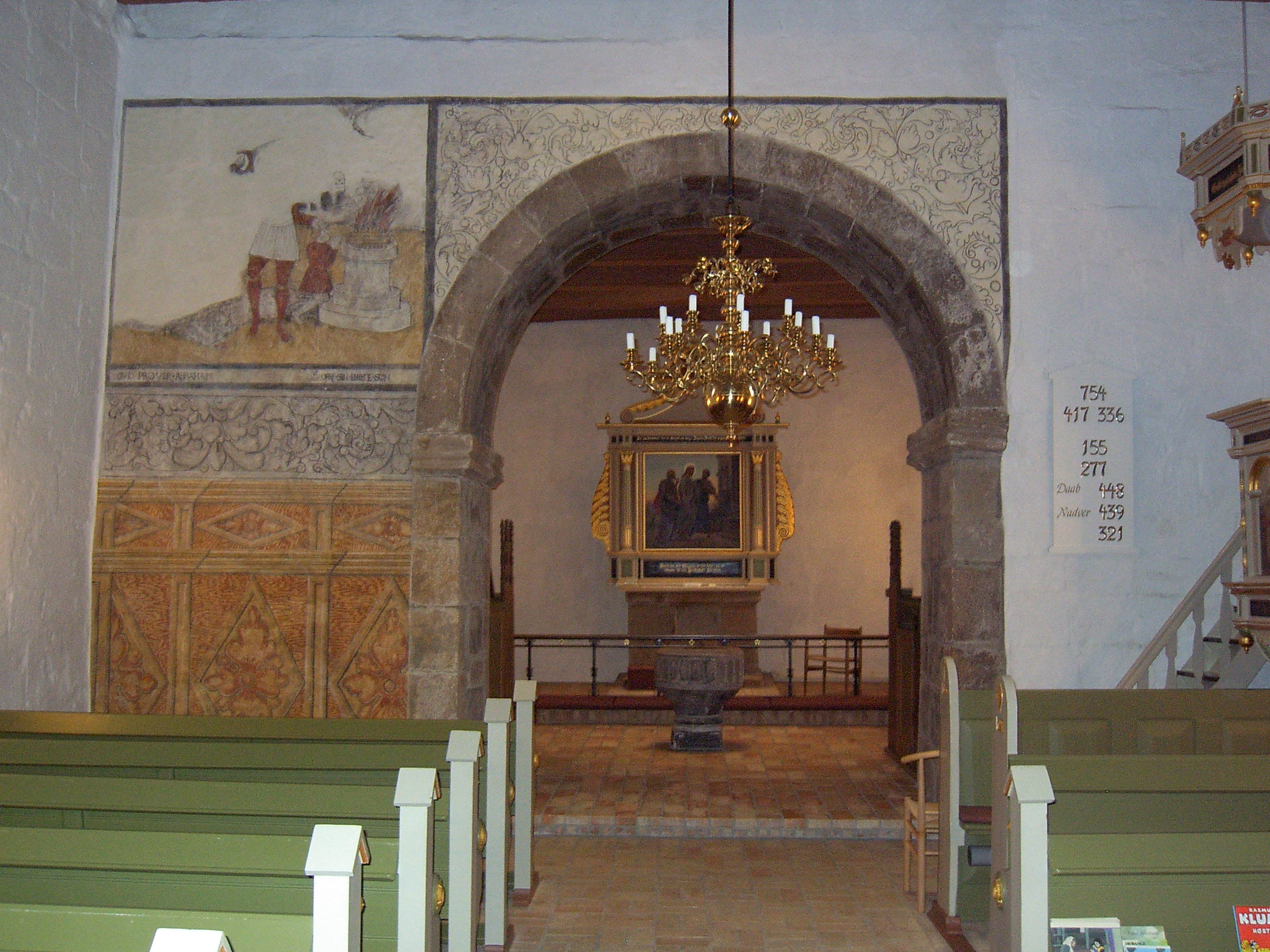
Fresk i kopia obrazu